# Дражен Петровић
Дражен Петровић (Шибеник, 22. октобар 1964 — Денкендорф, 7. јун 1993) био је југословенски и хрватски кошаркаш српског порекла. Његов старији брат је бивши кошаркаш и тренер Александар Петровић. Петровић је каријеру започео у Шибенци, наставио у Цибони и Реал Мадриду, са којима је имао највише успеха. Каријеру ја касније наставио у NBA клубовима Портланд Трејлблејзерси и Њу Џерзи Нетси.
Са репрезентацијом Југославије освојио је бронзану и сребрну медаљу на Олимпијским играма 1984. и 1988, а са Хрватском сребрну медаљу 1992. 1985. године године примио је златну значку Спорта, награду за најбољег спортисту у Југославији. Погинуо је у саобраћајној несрећи у Немачкој 7. јуна 1993. Сматра се важним делом претходнице која је довела до великог утицаја европских кошаркаша у NBA. Године 2008. УЛЕБ га је изабрао међу 50 људи који су најзаслужнији за развој кошарке у Европи.

## Младост
Рођен је у Шибенику у породици Јована и Бисерке Петровић. Његов отац Јован, полицијски службеник, био је Србин из херцеговачког места Загора код Требиња, док је мајка Бисерка, по занимању библиотекарка, рођена у традиционалној хрватској католичкој породици из Билица крај Шибеника.
Њихово прво дете, Александар, ће бити први који ће кренути кошаркашким стопама, а Дражен ће га пратити. Са 13 година Дражен је почео да игра у млађим селекцијама у локалном КК Шибенка; са 15 година је ушао у први тим, одмах пошто је Шибенка изборила место у првој лиги.
Са Петровићем као звездом тима, Шибенка је два пута стигла до финала Купа Радивоја Кораћа 1982. и 1983. и оба пута изгубила од ЦСП Лиможа. 1983. Дражен је погодио два слободна бацања за победу Шибенке над Босном у финалу плеј-офа сезоне 1982/83, али је сутрадан титула одузета Шибенци од стране Кошаркашког савеза Југославије због спорне судијске одлуке и, након одбијања Шибенке да одигра мајсторицу у Спенсу, додељена је Босни.
Петровић је играо за југословенску репрезентацију на Балканским првенствима и освојио је бронзу и злато са јуниорским тимом и сребро са првим тимом. 1982. је такође донео сребро са Европског првенства за јуниоре у Грчкој.

## Цибона
Након одслужења војног рока, Петровић је пратио братовљеве стопе и прешао у Цибону. Дражен је са Цибоном прве године освојио првенство и куп Југославије и титулу победника Купа европских шампиона победом против Реал Мадрида 87:78 којој је Петровић допринео са 39 поена. Друга титула је дошла следеће године, а Петровић је постигао 22 поена у победи над Жалгирисом, за који је онда играо Арвидас Сабонис. Исте године је освојен и домаћи куп, а Петровић је постигао 46 поена против старог ривала Босне. Петровић је свој трећи европски трофеј освојио 1987. победом у гиналу Купу победника купова против Скаволинија, чију је мрежу напунио са 28 поена.
Са југословенском репрезентацијом Петровић је освојио бронзу на Олимпијским играма 1984. у Лос Анђелесу. Треће место је освојио и на Светском првенству 1986. након трилера у последњем минуту полуфиналне утакмице против Совјетског Савеза. Са Европског првенства 1987. у Грчкој Петровић се опет вратио са бронзом, пошто је Југославија изгубила у полуфиналу од домаћина и освајача златне медаље Грчке. На Универзијади која је одржана у Загребу 1987, Петровић је са југословенским тимом освојио злато. На Олимпијским играма 1988. у Сеулу, Петровић је освојио сребрну медаљу, пошто је Југославија још једном поражена од Совјетског Савеза.
Петровић просечан учинак током четири године у Цибони је 37,7 у шампионату Југославије и 33,8 у европским такмичењима, а лични рекорди су редом 112 (против Олимпије) и 62 поена. Његов учинак у једној утакмици је често показивао 40, 50 и 60 поена; у утакмици Купа европских шампиона против Лиможа, Петровић је постигао 9 тројки, укључујући седам у низу током првог полувремена, за укупних 45 поена и 25 асистенција. Петровић је сам признао да су му потребни нови изазови, које Цибона и југословенска лига нису могли више да пруже. Са друге стране Атлантика, Портланд Трејлблејзерси су већ одабрали Петровића у трећем кругу драфта 1986. Међутим, он је одлучио да одложи одлазак у САД и 1988. је потписао за Реал Мадрид, за оно време велику суму од 4 милиона долара.

## Реал Мадрид
У сезони 1988—1989. Петровић је носио дрес шпанског краљевског клуба. Иако им је титула у првенству за мало измакла, пошто су изгубили од Барселоне у петој одлучујућој утакмици, Петровић је помогао Реалу да освоји национални куп победом над њиховим каталонским ривалима. Петровић је такође предводио клуб у победи над Снајдером у финалу Купа победника купова изједначивши свој рекорд у европским такмичењима (62 поена). Његова прва сезона у ACB лиги је такође била и последња, али он још увек држи рекорд ACB лиге у броју постигнутих поена (42) и тројки (8) у финалној серији.
Одличној сезони у клупским такмичењима Петровић је додао и златну медаљу са Европског првенства 1989. у Загребу на којем је млади југословенски тим рушио све редом и врло лагано савладао Грчку у финалној утакмици. Петровић је био други стрелац првенства и најкориснији играч.
Мотивисан изазовом и притиском Портланд Трејлблејзерса, који су га драфтовали као 60. пика 1986, Петровић је коначно одлучио да покуша и да се докаже у NBA. Ненадано је напустио Шпанију на крају сезоне, откупивши свој уговор са Реалом и придружио се Блејзерсима за сезону 1989-1990.

## Портланд
У многим својим изјавама пре доласка у Портланд, Петровић је навео недостатак минутаже као једину могућу препреку да успе у NBA; у својој првој сезони са Блејзерсима, те бриге су се реализовале. У уиграној стартној постави Портланда у којој су били Клајд Дрекслер и Тери Портер, најбољи европски играч је био принуђен да игра просечно 12 минута по утакмици, што му је омогућило да постиже 7,4 поена по утакмици. Почетак сезоне 1990-1991 је довео Петровићево незадовољство до врхунца, пошто је његова минутажа пала на 7,4 поена по утакмици. На његов захтев, после 38 утакмица у сезони (од којих у 20 није ни играо), у размени три тима је прешао у Њу Џерзи Нетсе.
Током лета између две најфрустрирајуће сезоне у професионалној каријери, Петровић је са југословенском репрезентацијом освојио Светско првенство 1990. у Буенос Ајресу, након победе у финалу против Совјетског Савеза.

## Њу Џерзи
Дана 23. јануара 1991, Петровић је постао члан Њу Џерзи Нетса. Сада је био део тима у ком су били Кени Андерсон и Дерик Колеман, двојица играча која су највише обећавала у лиги, али такође тим који није стигао до плеј-оф од сезоне 1985—1986. Одлучан да му се не понови епизода са Портландом, Петровић је одмах одговорио на повећану минутажу (20,5 минута по утакмици), постижући просечно 12,6 поена у 43 утакмице за Нетсе. Прва комплетна сезоне са Нетсима је била заиста очаравајућа: није пропустио ниједну утакмицу, постизао је просечно 20,6 поена за 39,9 минута на паркету и био је први међу бековима по успешности шута из игре (51%), доказао се као вођа тима и проглашен је за најкориснијег тимског играча. Још важније, његови успеси су се пренели на успех тима, пошто су Нетси забележили 14 победа више него претходне сезоне и стигли су до плеј-офа. Следеће сезоне 1992-1993 Петровић је побољшао свој просечни учинак (22,3) и поновио је одличан проценат шута за три поена од прошле сезоне (45%), а опет је био најбољи међу бековима по успешности шута из игре (52%). Амерички медији су га изабрали у трећу NBA поставу за ту сезону. Међутим, неуспех да се избори позив за Ол-Стар утакмицу 1993. је дошао као велико разочарење за Петровића; он је био једини међу првих 15 стрелаца те сезоне који нису добили позивницу.
Олимпијске игре 1992. у Барселони су прве игре на којима је учествовала независна Хрватска, а Петровић је био вођа хрватске репрезентације на олимпијском турниру. Изгубивши само од америчког Тима снова у утакмицама у групи, хрватска репрезентација је стигла до финала преко слободних бацања против преправљеног совјетског тима. На крају, NBA звезде су се показале прејаке за Хрватску и послале Петровића и његове саиграче кући са сребрним медаљама.

## Смрт и постхумна слава
У лето 1993, након најбоље сезоне у NBA и елиминације Нетса у првој рунди плеј-офа од Кливленд Кавалирса, Петровић је отпутовао за Пољску, где је хрватска репрезентација играле квалификације за Европско првенство 1993. Размишљао је о одласку из Нетса, разочаран тензијом између себе и, према његовим веровању, љубоморних саиграча, као и због чињенице да Нетси још нису продужили уговор. Америчким новинарима је изјавио да га је недостатак признања у лиги натерао да потпуно напусти NBA и да игра за клуб у Грчкој. Касније се причало да се сложио са условима које је понудио Панатинаикос, пошто је наводно власник клуба Павлос Јанакопулос понудио бланко чек. Из приватних разлога, Петровић је одлучио да се не врати у Хрватску из Пољске са саиграчима, већ приватним возилом.
Дражен Петровић је погинуо као сувозач у саобраћајној несрећи на Ауто-путу 9 код Денкендорфа, близу Инголштата, Немачка, приближно у 17:20 7. јуна 1993, четири и по месеца пре свог 29. рођендана.
Према извештају инголштадске полиције, то послеподне је један камион пробио централну ограду; возач је покушавао да избегне судар са приватним возилом у својој траци и изгубио је контролу над камионом, који је пробио централну ограду и ту се зауставио, само да би блокирао све три траке у смеру Минхена. Неколико секунди касније Фолксваген голф који је превозио заспалог Петровића на сувозачевом седишту се сударио са камионом и убио само њега, а његовог возача Клару Шаланци, немачку манекенку која је била у вези са Петровићем, и путника на задњем седишту, турску кошаркашицу Хилал Едебал, је тешко повредио. Утврђено је да је видљивост на путу била врло лоша и да Петровић није био везан појасом.
Гроб Дражена Петровића у Мирогоју је одмах постао светилиште за његове земљаке. Цибониној дворани је промењено име у Кошаркашки центар Дражен Петровић 4. октобра 1993, а град Загреб има трг који носи његово име. Од 1994. најкориснији играчи Мекдоналдсовог првенства добијају Трофеј Дражена Петровића. 29. априла 1995. је подигнута статуа испред Олимпијског музеја у Лозани која слави Петровићев значај свету спорта, што га је учинило другим спортистом који је примио ову почаст. Петровић је 2002. уведен у Кошаркашку кућу славних. Након што је 9. јула 2001. поразио Патрика Рафтера на Вимблдону, хрватски тенисер Горан Иванишевић је посветио своју победу свом покојном другу и носио је дрес Њу Џерзија који је припадао Петровићу испред 100.000 људи који су славили у Сплиту његову победу. На 13. годишњицу Петровићеве смрти, 2006. је у Загребу отворен Меморијални центар Дражен Петровић посвећен Петровићевој личности и достигнућима, са 10 тематских галерија са мултимедијалним садржајем који приказују целу његову каријеру. Децембра исте године, у Загребу је откривен споменик висок четири метра, посвећен Дражену, рад академског вајара Кузме Ковачића.

## Достигнућа и награде

### Клупска такмичења
| Година | Такмичење             | Успех     | Клуб                    |
| 1982.  | Куп Кораћа            | Финалиста | КК Шибенка              |
| 1983.  | Куп Кораћа            | Финалиста | КК Шибенка              |
| 1985.  | Куп шампиона          | Победник  | КК Цибона               |
| 1985.  | Првенство Југославије | Победник  | КК Цибона               |
| 1985.  | Куп Југославије       | Победник  | КК Цибона               |
| 1986.  | Куп шампиона          | Победник  | КК Цибона               |
| 1986.  | Првенство Југославије | Финалиста | КК Цибона               |
| 1986.  | Куп Југославије       | Победник  | КК Цибона               |
| 1987.  | Куп победника купова  | Победник  | КК Цибона               |
| 1987.  | Првенство Југославије | Финалиста | КК Цибона               |
| 1988.  | Куп Југославије       | Победник  | КК Цибона               |
| 1988.  | Куп Кораћа            | Финалиста | КК Цибона               |
| 1989.  | Куп Шпаније           | Победник  | Реал Мадрид             |
| 1989.  | Првенство Шпаније     | Финалиста | Реал Мадрид             |
| 1989.  | Куп победника купова  | Победник  | Реал Мадрид             |
| 1990.  | NBA плеј-оф           | Финалиста | Портланд Трејлблејзерси |

- Највише постигнутих поена у првенственој утакмици (112)
- Највише постигнутих поена у финалној серији АЦБ лиге (42)
- Највише постигнутих тројки у финалној серији АЦБ лиге (8)
- Најбољи проценат шута међу бековима у NBA 1992.
- Најбољи проценат шута међу бековима у NBA 1993.
- Највише тројки без промашаја у три утакмице плеј-оф серије (изједначен са још двојицом)

### Репрезентације
| Година | Догађај                       | Домаћин                       | Пласман  | Држава          |
| 1980.  | Балканско јуниорско првенство | Истанбул, Турска              | 3. место | СФР Југославија |
| 1981.  | Балканско кадетско првенство  | Солун, Грчка                  | 1. место | СФР Југославија |
| 1982.  | Балканско јуниорско првенство | Патрас, Грчка                 | 1. место | СФР Југославија |
| 1982   | Европско јуниорско првенство  | Дмитовград и Хасков, Бугарска | 2. место | СФР Југославија |
| 1983.  | Универзијада                  | Едмонтон, Канада              | 2. место | СФР Југославија |
| 1984.  | Балканско првенство           | Атина, Грчка                  | 2. место | СФР Југославија |
| 1984   | Олимпијске игре               | Лос Анђелес, САД              | 3. место | СФР Југославија |
| 1986.  | Светско првенство             | Мадрид, Шпанија               | 3. место | СФР Југославија |
| 1987.  | Универзијада                  | Загреб, СФРЈ                  | 1. место | СФР Југославија |
| 1987.  | Европско првенство            | Атина                         | 3. место | СФР Југославија |
| 1988.  | Олимпијске игре               | Сеул, Јужна Кореја            | 2. место | СФР Југославија |
| 1989.  | Европско првенство            | Загреб, СФРЈ                  | 1. место | СФР Југославија |
| 1990.  | Светско првенство             | Буенос Ајрес, Аргентина       | 1. место | СФР Југославија |
| 1992.  | Олимпијске игре               | Барселона, Шпанија            | 2. место | Хрватска        |

- Најбољи играч Балканског јуниорског првенства 1982.
- Најкориснији играч Светског првенства 1986.
- Најкориснији играч Европског првенства 1989.